# Sonet 97 (William Szekspir)

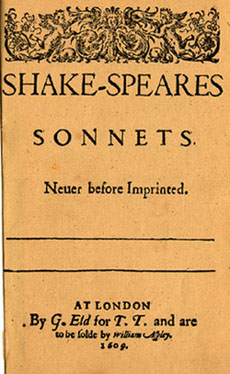
Strona tytułowa pierwszego wydania sonetów Shakespeare’a

Sonet 97 (Jakże podobna zimie jest rozłąka) – jeden z cyklu sonetów autorstwa Williama Shakespeare’a. Po raz pierwszy został opublikowany w 1609 roku.
Wielu badaczy jest zdania, że powstał on jako część serii trzech utworów (sonety: 97, 98, 99) traktujących o rozstaniu. Podobną tematykę mają też dzieła oznaczone numerami 54 i 55.
Sytuacja przedstawiona w tym utworze jest porównywalna z tą, którą pisarz ze Stratford ukazał we Śnie nocy letniej.

## Treść
W utworze tym podmiot liryczny, którego niektórzy badacze utożsamiają z autorem, cierpi z powodu rozstania z tajemniczym młodzieńcem. Stosuje porównanie do zimy, która, chłodna i nieprzyjazna, stanowi następstwo wcześniejszych, weselszych pór roku – wiosny, lata, a nawet jesieni. Stwierdza, że bez niego życie pozbawione jest sensu.